# 12855 Тьюксбері
12855 Тьюксбері (12855 Tewksbury) — астероїд головного поясу, відкритий 20 квітня 1998 року.
Тіссеранів параметр щодо Юпітера — 3,412.